# Barcelos (Amazonas)
Barcelos – miasto i gmina w Brazylii, w stanie Amazonas. Znajduje się w mezoregionie Norte Amazonense i mikroregionie Rio Negro.